# Partido Comunista (Suecia)
El Partido Comunista (sueco: Kommunistiska Partiet) es un partido político de Suecia, de ideología marxista-leninista, fundado en 1970. Entre 1970 y 1977 se conoció como Kommunistiska Förbundet Marxista-Leninisterna (revolutionärerna), abreviado KFML(r): Liga Comunista Marxista-Leninista (Revolucionarios), y de 1977 a 2004 se llamó Kommunistiska Partiet marxista-Leninisterna (revolutionärerna),  abreviado KPML(r): Partido Comunista Marxista-Leninista (Revolucionario). En el XIV Congreso del KPML(r), celebrado en Gotemburgo en enero de 2005, se decidió cambiar el nombre de la organización simplemente a Kommunistiska Partiet (K), que significa únicamente "Partido Comunista".

## Historia
La KFML(r) fue fundada en 1970 por un grupo disidente de la KFML pro-china, que a su vez se había separado del Partido de la Izquierda eurocomunista en 1967. Los (r)s" ("(r)-arna") consideraron que la KFML se había acercado al reformismo y no era el movimiento obrero genuino. En 1970 comenzó a publicar el semanario "Proletären" (El Proletario).

Símbolo del Kommunistiska Partiet (K) entre 2005 y 2018.

Durante la década de 1980 el KPML (r) logró representación en algunos municipios, incluyendo Gotemburgo, la segunda ciudad más grande de Suecia. La región de Gotemburgo siempre ha sido la zona donde el partido ha conseguido más apoyos, en parte por ser la zona donde se fundó. Entre 1970 y 1999 el presidente del partido fue Frank Baude. Baude fue sucedido por Anders Carlsson, quien ocupó el cargo de presidente entre 1999 y 2014. El actual presidente es Robert Mathiasson.
Sus miembros y simpatizantes incluyen o incluían a muchas celebridades suecas: actores como Sven Wollter, Lasse Brandeby y Kent Andersson; músicos como Ken, Totta Näslund y Fred Åkerström, todos los cuales han participado en eventos y reuniones organizadas por el partido.

## Organizaciones juveniles
En los primeros días del partido, las fracciones del Grupo FNL unidos (DFFG) y de la Liga Clarté sueca se separaron y crearon el Frente de Solidaridad para el Pueblo de Indochina y Clarté (m-l) respectivamente. En 1972 se disolvieron estas dos estructuras y se fusionaron en la Unión de Jóvenes Comunistas de Suecia (marxistas-leninistas) (Sveriges Kommunistiska Ungdomsförbund (marxist-leninisterna), SKU(m-l)), la nueva ala juvenil del KFML(r). Más tarde una nueva organización estudiantes, SKS (ml), se formó. Tanto SKU (m-l) y SKS (m-l) fueron disueltas hacia el final de la década de 1970, como el propio grupo estaba formado principalmente por jóvenes.
En 1994 el partido creó una nueva organización juvenil, la Juventud Comunista Revolucionaria (RKU).

## Relaciones internacionales
El Partido Comunista mantiene estrechas relaciones con el Frente Popular para la Liberación de Palestina (FPLP), el Partido del Trabajo de Corea, el Partido Comunista de las Filipinas, el Partido del Trabajo de Bélgica (PTB), el Partido Comunista de Grecia (KKE), el Frente Polisario del Sahara Occidental y otros.

## Vigilancia ilegal por el Servicio de Seguridad sueco

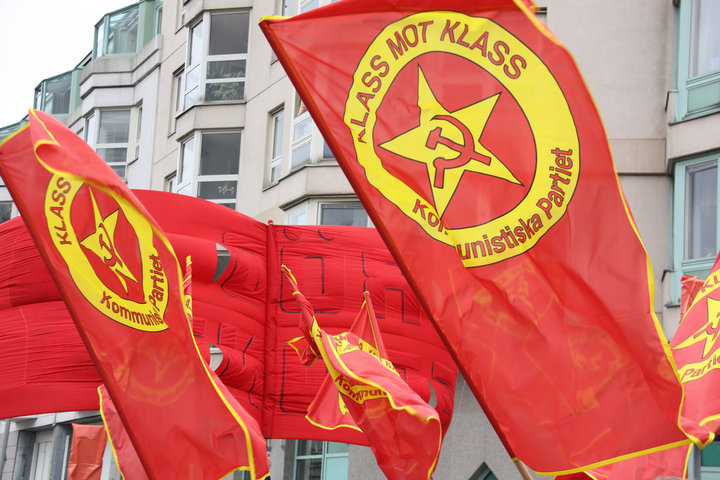
Banderas del Partido Comunista sueco durante una manifestación.

En 1969 el registro gubernamental de la afiliación política individual se declaró ilegal en Suecia. Sin embargo, en 2003 se reveló que el Servicio de Seguridad sueco (coloquialmente "Säpo") ya en 1970 había sido secretamente instruido por el Gobierno para continuar la vigilancia de las "personas clave" en una veintena de organizaciones de la extrema derecha y la extrema izquierda y muy alejadas de la política sueca, a pesar de esa prohibición. Esta vigilancia se prolongó hasta 1998 KFML(r)/KPML(r) y sus organizaciones asociadas se encontraban entre los vigilados, y de acuerdo al Säpo, se reveló cuando los archivos se hicieron públicos, el número de individuos vigilados del partido varió de 2.012 en 1985 a 1.346 en 1998, lo que significa que casi todos los miembros del Partido habían sido vigilados.

## Resultados electorales
El partido no participa en las elecciones al Riksdag ni en los parlamentos europeos. No participa en las elecciones nacionales debido a razones financieras y tácticas, mientras defiende el boicot de las elecciones al Parlamento Europeo. Sin embargo, participa en las elecciones municipales en algunos municipios de Suecia. En 2010 participó en las elecciones en 18 municipios, que es el mayor número de municipios hasta ahora. Los resultados electorales han fluctuado durante la historia del partido, con altos resultados en varias ciudades durante la década de 1990 (es el segundo partido más votado en la ciudad de Karlshamn, por ejemplo). En las dos últimas elecciones, el partido ha reducido su resultado electoral.
| Municipio    | Votos 2010 | Escaños 2010 | Votos 2006 | Escaños 2006 | Votos 2002 | Escaños 2002 | Votos 1998 | Escaños 1998 |
| Alingsås     | 180        | 0            | 243        | 0            | 204        | 0            | 164        | 0            |
| Gislaved     | 610        | 2            | 794        | 2            | 1,099      | 3            | 1,545      | 4            |
| Gnosjö       | -          | -            | 65         | 0            | -          | -            | -          | -            |
| Göteborg     | 2,512      | 0            | 3,701      | 0            | 4,296      | 0            | 3,797      | 0            |
| Helsingborg  | 180        | 0            | 211        | 0            | 427        | 0            | -          | -            |
| Jönköping    | 332        | 0            | 300        | 0            | 328        | 0            | -          | -            |
| Karlshamn    | 520        | 1            | 847        | 2            | 2,092      | 6            | 2,469      | 7            |
| Kristianstad | 169        | 0            | 231        | 0            | 308        | 0            | 177        | 0            |
| Ludvika      | 161        | 0            | 166        | 0            | -          | -            | -          | -            |
| Lund         | 101        | 0            | -          | -            | -          | -            | -          | -            |
| Lysekil      | 682        | 3            | 525        | 2            | 429        | 2            | 414        | 2            |
| Malmö        | 324        | 0            | 451        | 0            | 477        | 0            | 319        | 0            |
| Norrköping   | 261        | 0            | 362        | 0            | -          | -            | -          | -            |
| Estocolmo    | 402        | 0            | 449        | 0            | 511        | 0            | 765        | 0            |
| Trelleborg   | 53         | 0            | -          | -            | -          | -            | -          | -            |
| Uppsala      | 337        | 0            | 497        | 0            | 451        | 0            | 196        | 0            |
| Värnamo      | 97         | 0            | -          | -            | -          | -            | -          | -            |
| Växjö        | 300        | 0            | 323        | 0            | 301        | 0            | -          | -            |
| Örebro       | 191        | 0            | -          | -            | -          | -            | -          | -            |
| Östersund    | -          | -            | 267        | 0            | -          | -            | -          | -            |
| Total:       | 7,412      | 6            | 9,432      | 6            | 10,923     | 11           | 9.846      | 13           |

## Pies de páginas y referencias
1. ↑  Proletären 2014-01-09 ”Vi står starka inför framtiden” Robert Mathiasson nyvald partiordförande (in Swedish only)
2. ↑  Dagens Nyheter 2003-01-29: Åsiktsregistrering pågick till 1998 (in Swedish only) Retrieved 2012-04-11
3. ↑  SOU 2002:89 Politisk övervakning och personalkontroll 1969-2002 - in Swedish only Archivado el 29 de agosto de 2005 en Wayback Machine. Retrieved 2012-04-11
4. ↑  Valmyndigheten: Val till kommunfullmäktige 2010 Archivado el 15 de septiembre de 2010 en Wayback Machine. Retrieved 2012-04-16
5. ↑  Valmyndigheten: Val till kommunfullmäktige 2006 Retrieved 2012-04-16
6. ↑  Valmyndigheten: Val till kommunfullmäktige 2002 Archivado el 28 de julio de 2017 en Wayback Machine. Retrieved 2012-04-16
7. ↑  Valmyndigheten: Val till kommunfullmäktige 1998 Retrieved 2012-04-16